# Подольский, Борис Яковлевич
Бори́с Я́ковлевич Подо́льский (29 июня 1896, Таганрог, Российская империя — 28 ноября 1966, Цинциннати, США) — американский физик-теоретик, соавтор парадокса Эйнштейна — Подольского — Розена.

## Биография
Родился 29 июня (по новому стилю) 1896 года в Таганроге, в семье Якова Вениаминовича Подольского и Елизаветы Парнах. Учился в таганрогской мужской классической гимназии. Выдающиеся математические способности проявил ещё будучи гимназистом. Учась в 6-м классе гимназии, занимался репетиторством с восьмиклассниками.
Эмигрировал в США в 1913 году. В 1918 году закончил бакалавриат университета Южной Калифорнии по специальности инженер-электрик, после чего служил в армии США и работал в лос-анджелесском бюро, занимавшемся освещением и электроснабжением города. В 1926 году окончил магистратуру по математике в том же университете, а в 1928 году защитил диссертацию доктора философии в Калтехе под руководством Пауля Эпштейна.
После защиты диссертации проработал по одному году в Калифорнийском университете в Беркли (1928—1929) и в Лейпцигском университете (1929—1930). В 1930 году вернулся в Калтех и в течение года работал с Ричардом Толменом. В 1931—1933 годах работал в Харькове (Украинский физико-технический институт, УФТИ), в 1933—1935 годах в Принстоне в Институте перспективных исследований. В 1935 году Борис Подольский принял пост профессора математической физики в Университете Цинциннати, Огайо. В 1961 году перешёл в Университет Ксавьера в том же Цинциннати, где и проработал до своей смерти в 1966 году.
В начале 1930-х годов, работая в Харькове в Украинском физико-техническом институте по контракту, сотрудничал с Львом Ландау и Владимиром Фоком. Также в УФТИ на контрактной основе были приглашены нобелевский лауреат 1933 года Поль Дирак и Пауль Эренфест.
Область научных интересов — квантовая электродинамика, квантовая механика, магнитная гидродинамика, прикладная математика, биофизика. Совместно с В. Фоком и П. Дираком в 1932 году развил многовременной формализм и построил релятивистски инвариантную форму квантовой электродинамики. Исследовал роль постоянной тонкой структуры.
В 1935 году Альберт Эйнштейн вместе с Борисом Подольским и Натаном Розеном опубликовали статью «Можно ли считать, что квантово-механическое описание физической реальности является полным?» («Can Quantum-Mechanical Description of Physical Reality Be Considered Complete?»). Долгие дискуссии Эйнштейна со своим ассистентом Натаном Розеном и коллегой Борисом Подольским легли в основу статьи, фактически написанной Подольским и появившейся в американском научном журнале Physical Review за подписями всех троих. Впервые рассмотренный в этой статье квантовомеханический мысленный эксперимент, позже получивший название «парадокс ЭПР» (по фамилиям авторов), имел принципиальное значение для понимания и интерпретации квантовой механики.
Автор монографии «Fundamentals of electrodynamics» (совместно с Kaiser S. Kunz, 1969).

## Обвинение в шпионаже
В 2009 году Джон Эрл Хейнс, Харви Клер и Александр Васильев в своей книге «Шпионы: подъём и падение КГБ в Америке» назвали Подольского добровольным информатором разведки СССР. Согласно авторам, в начале 1942 года Подольский по своей инициативе вышел на контакт с советским полпредством в США и рекомендовал СССР начать работу по выделению урана-235, а также заявил, что хотел бы поехать в СССР «для разработки проблемы урана-235». В апреле 1942 года он встречался в здании «Амторга» в Нью-Йорке с сотрудниками резидентуры С. М. Семёновым и В. С. Правдиным. Советские разведорганы дали информатору псевдоним «Квант». Советское руководство решило, что вызывать Подольского в СССР нет необходимости, хотя и выразило заинтересованность в его переходе из Университета Цинциннати в какую-либо организацию США, непосредственно включённую в ядерный проект. На май 1943 года Подольский был единственным источником нью-йоркской резидентуры советской разведки в отношении урановой проблемы. Из шифротелеграмм советского посольства, расшифрованных в проекте «Венона», можно сделать вывод, что «Квант» 14 июня 1943 года пришёл в советское полпредство в Вашингтоне и передал его сотрудникам (А. А. Громыко, С. М. Семёнову и др.) сведения, которые он, вероятно, почерпнул из своих контактов в научном сообществе: уравнения, описывающие дистилляционный метод разделения изотопов, который в принципе может применяться для отделения «бомбового» 235U от нежелательного 238U (хотя на практике обычно используются другие методы). В отличие от большинства других действовавших в США информаторов советской разведки, которые работали на неё только по идеологическим соображениям, Подольский передал указанную информацию за деньги (300 долларов США). 22 ноября 1943 года Центр сообщает нью-йоркской резидентуре: «„Квант“ не кажется надёжным. Единственный метод воздействия — деньги». О работе Подольского в ядерном проекте США, как и о его дальнейших связях с советской разведкой, информации нет.

## Борис Подольский в массовой культуре
- Борис Подольский, вместе с Эйнштейном, Розеном и Гёделем, стал одним из героев американского фильма «Коэффициент интеллекта» (1994). Роль Бориса Подольского в фильме исполнил актёр Жене Сакс[англ.].

## Семья
- Жена — Перл Подольская (англ. Pearl K. Podolsky, 1907—?).
  - Сын — Роберт Подольский (англ. Robert Earl Podolsky, род. 1937)[16].
- Брат — Вениамин Яковлевич Подольский, сёстры — Софья Яковлевна Подольская и Полина Яковлевна Лебедева (1915—1974).
- Сестра — Евгения Яковлевна Подольская, врач-онколог, автор монографии «Рентгенодиагностика первичного рака лёгкого» (1962).
  - Племянник — Александр Александрович Нейфах (1926—1997), советский биохимик, доктор биологических наук, профессор.